# John Gerard (gesuita)
John Gerard (Ashton-in-Makerfield, 4 ottobre 1564 – Roma, 27 luglio 1637) è stato un gesuita e missionario inglese.
Svolse il suo ministero nell'Inghilterra Elisabettiana. La sua missione fu esemplare poiché illustra il tipo di vita condotta dai sacerdoti cattolici in un periodo di dure persecuzioni anti-cattoliche.

## Biografia

### Gli anni di formazione
Nacque probabilmente a New Bryn, una delle quattro residenze di famiglia. John fu il secondo figlio di Sir Thomas Gerard e di Elizabeth, figlia e co-erede di Sir John Port del Derbyshire. La sua famiglia apparteneva alla nobiltà inglese, la cui residenza principale era Old Bryn Hall, vicino ad Ashton-in-Makerfield, centro abitato non lontano da Manchester.
Nel 1569, quando John Gerard aveva appena cinque anni, suo padre fu imprigionato per aver partecipato a un complotto per far evadere Maria, regina di Scozia, dal castello di Tutbury. Con il padre in carcere, John e suo fratello furono affidati a parenti di credo protestante, ma suo padre ottenne per loro un precettore cattolico. A tredici anni venne iscritto al Collegio inglese di Douai, nelle Fiandre. Tornò in Inghilterra per ottenere la licenza all'Exeter College di Oxford (1579). Dedicò l'anno seguente allo studio privato di latino e greco. Proseguì gli studi al collegio dei gesuiti di Parigi. Alla fine del 1581 andò a Rouen, in Francia, per conoscere il sacerdote gesuita Robert Persons, di cui aveva sentito parlare e che era già diventato famoso tra i confratelli della Compagnia di Gesù.
Avendo necessità di curarsi per una malattia, tornò in patria, ma fu arrestato dai funzionari doganali appena sbarcò a Dover (5 marzo 1584). Mentre i suoi compagni vennero mandati a Londra, Gerard fu rilasciato e posto sotto la custodia di un suocero protestante. Ma dopo tre mesi, non avendo ancora frequentato i riti anglicani, fu mandato nella prigione di Marshalsea. Durante la reclusione, che durò più di un anno, ebbe modo di conoscere, tra i carcerati, splendide figure di confessori della fede come William Hartley, Stephen Rowsham, John Adams e William Bishop, tutti martiri oggi beati. Nella primavera del 1585 Anthony Babington versò la cauzione che ne garantì la rimessa in libertà. Gerard poi si trasferì in Italia. Giunse a Roma il 5 agosto 1586. Studiò nel locale Collegio inglese retto dai Gesuiti. Il 15 agosto 1588 entrò nel noviziato dell'Ordine, ma non appena due mesi dopo, a causa della carenza di missionari in Inghilterra, fu inviato sull'isola.

### Le missioni in Inghilterra
Nel novembre 1588 Gerard sbarcò a Norfolk (Inghilterra orientale). Da lì iniziò la sua missione, che consisteva nel stare vicino al popolo inglese cattolico ed amministrargli i sacramenti. Si stabilì nel maniero di Edward Yelverton, Lord (Signore) di Grimston. Yelverton era considerato un ricusante, cioè una persona che non partecipava mai ai sacramenti della Chiesa d'Inghilterra, ma il suo elevato status sociale gli garantiva una specie di immunità. Grazie alla protezione di Yelverton, Gerard, ora «signor Thompson», condusse una vita senza problemi. Il luogo in cui viveva, formalmente come ospite, era ritenuto sicuro. Nonostante avesse solo 24 anni, Gerard aveva un grande carisma e sapeva conquistare la fiducia delle persone. Fu presentato alle principali famiglie cattoliche della città, tra cui i Walpoles ed Woodhouses. Con il loro aiuto riuscì a predicare e a convertire molte anime, nonché ad inviare molte suore e giovani nei conventi, nei seminari e nelle case religiose del continente. 
Il suo soggiorno a Grimston durò sette-otto mesi. Dopo di ché visse per qualche tempo a Lawshall, vicino a Bury St. Edmunds (53 km a sud di Norfolk). Per rimanere al di sopra di ogni sospetto, Gerard si costruì un'immagine pubblica insospettabile. Tenne una condotta di vita il più possibile laica, facendosi conoscere come esperto giocatore d'azzardo e indossando abiti alla moda. In caso di pericolo, sapeva sempre dove trovare una «buca del prete».

Gerard divenne presto una figura molto popolare negli ambienti cattolici, tanto che il superiore dei  gesuiti inglesi, padre Henry Garnet, sentì parlare di lui e volle conoscerlo. Scrisse di lui il dott. Jessopp, un protestante:
(«Academy», 9 luglio 1881, in «Catholic Encyclopedia», John Gerard.)
In un periodo di persecuzioni, nessuna misura, per quanto fosse prudente, poteva sempre garantire la sicurezza di un sacerdote cattolico. Il 29 aprile 1594 Gerard fu arrestato, insieme a Nicola Owen (martire e santo), per la soffiata di un servo infedele. Fu rinchiuso nella piccola prigione di Poultry, a Cheapside (poco fuori la Città di Londra); Gerard continuò la sua instancabile attività missionaria con i detenuti. Appena le autorità se ne accorsero, lo trasferirono nella Torre di Londra, dove venne crudelmente torturato, essendo appeso per le mani. Di quell'esperienza lasciò una descrizione molto vivida nella sua autobiografia. Il suo coraggio e la sua fermezza, tuttavia, furono tali che i suoi carcerieri persero la speranza di ottenere segreti da lui, e fu relegato alla Torre del Sale, dove riuscì con abili accorgimenti a dire Messa. Si procurò anche un abito da Gesuita, che da allora indossò sempre.
La notte del 4 ottobre 1597 Gerard riuscì a fuggire per mezzo di una corda lanciata da un amico, John Arden. Con questa corda fece una fune, che fu stesa da una sponda all'altra del fossato, e con il suo aiuto riuscì ad attraversarlo, anche con grande difficoltà, poiché non poté usare la forza delle mani, rese inservibili dalla tortura. Portò con sé il suo carceriere, con il quale aveva fatto amicizia. Gerard sapeva che l'uomo sarebbe stato ritenuto l'unico responsabile della sua fuga, quindi lo salvò da una condanna certa.
Appena si sentì al sicuro, si incontrò con padre Henry Garnet e Robert Catesby (un nobile cattolico), i quali lo aiutarono a fuoriuscire da Londra. Si rifugiò presso la villa della baronessa Elizabeth Vaux ad Harrowden, 100 km a nord della capitale. Dalla sua nuova base, Gerard riprese il suo ministero sacerdotale e riconciliò molti con la Chiesa cattolica.
Per altri otto anni continuò il suo ministero tra il popolo inglese. Nel 1605 fu richiamato nel continente per formare i nuovi sacerdoti gesuiti per la missione inglese. Tornato ad Harrowden, riuscì a sfuggire ad una perquisizione durata ben nove giorni nascondendosi in una buca segreta. Successivamente la signora Vaux lo aiutò a partire per Londra. Qui, travestito da fante al seguito dell'ambasciatore spagnolo, attraversò La Manica. Questa volta Gerard lasciò l'Inghilterra per sempre.

## Ultimi anni
Gerard dimorò nei college inglesi distribuiti sul continente. Pubblicò, nel 1607, Una narrazione del complotto della polvere da sparo, e in seguito la sua autobiografia, Narratio P. Joannis Gerardi de Rebus a se in Anglia gestis (in latino), nella quale descrisse gli incontri coi tanti martiri che ebbe la fortuna di conoscere. Strinse una forte amicizia con Mary Ward che, in quel periodo, stava fondando un ordine religioso femminile e trascorse gli ultimi dieci anni di vita come canonico penitenziere del Collegio inglese di Roma, dove morì assistito dai suoi confratelli il 27 luglio 1637.

## Opere
- (EN)  A Narrative of the Gunpowder Plot (Un racconto della congiura delle polveri);
- (LA)  Narratio P. Joannis Gerardi de Rebus a se in Anglia gestis (tradotto inglese col titolo The Autobiography of a hunted priest, San Francisco, Ignatius Press, 2012, ISBN 978-1-58617-450-7).